# Officer Number Thirteen
Officer Number Thirteen è un cortometraggio muto del 1925 scritto e diretto da Edward Ludwig.

## Produzione
Il film fu prodotto dalla Century Film.

## Distribuzione
Distribuito dall'Universal Pictures, il film - un cortometraggio in due bobine - uscì nelle sale cinematografiche USA il 9 settembre 1925.